# هيدنفيسي
هيدنفيسي هي ثاني أكبر بحيرة في منطقة أوسيما في فنلندا. حيث يقع الجزء الأكبر من البحيرة في بلدية فيهتي وأجزاء أصغر في مدينة لوهيا.تتصرف مياه البحيرة عبر نهر فانتين جوكي في بحيرة لوجن جيرفي وكلتاهما جزء من حوض كارجان جوكي (بالسويدية: Svartån)‏ والذي يصب في خليج فنلندا.

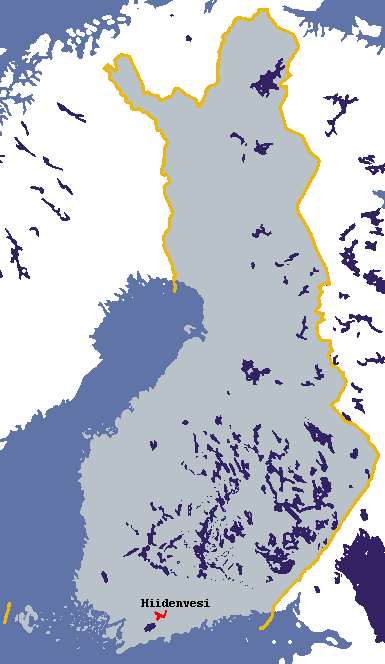
هيدنفيسي على الخريطة

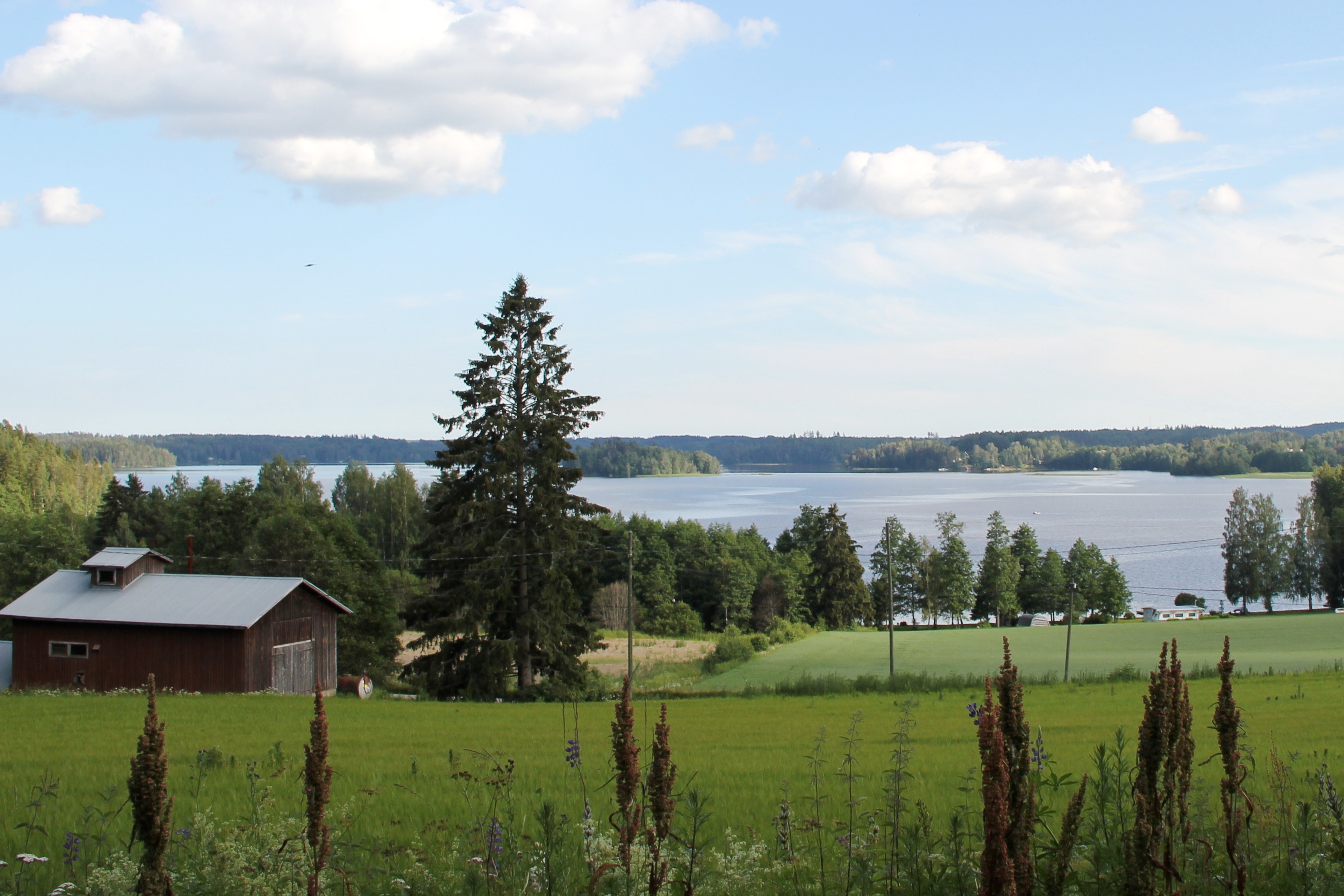
Hiidenvesi in Retlahti, Pusula, Lohja. To the south.